# Relaciones Argentina-Estados Unidos
Las relaciones Argentina-Estados Unidos, se refiere a las relaciones bilaterales entre la República Argentina y los Estados Unidos de América, han mantenido relaciones bilaterales cuando Estados Unidos reconoció formalmente a las Provincias Unidas del Río de la Plata (predecesor de la Argentina), el 27 de enero de 1823. 
Ambos países cortaron relaciones en 1832 y las reanudaron recién en 1843. 
Desde 1998, Argentina ha sido aliado extra-OTAN en el mundo, en parte debido a la asistencia de Argentina a Estados Unidos en la guerra del Golfo (conocida como el Operativo Alfil). 

## Historia

### Primeros contactos
Después de que la actual Argentina se declare su independencia de la dominación española, los Estados Unidos reconocieron oficialmente a las Provincias Unidas del Río de la Plata, el 27 de enero de 1823. Las relaciones bilaterales han cambiado durante el siglo pasado y entre medio de las relaciones comerciales normales y las tensiones serias sobre la ideología y las finanzas. Nunca ha habido una amenaza de guerra
El informe que John Murray Forbes entregara a John Quincy Adams, —el sexto presidente de los Estados Unidos— en 1824, mencionó que Gran Bretaña tenía una gran influencia en las políticas económicas del país: el gobierno en Buenos Aires estaba tan deseoso de estar en buenos términos con Gran Bretaña que la mayoría de sus instituciones oficiales (como el banco) estaban bajo el control de Gran Bretaña, y que Gran Bretaña ejercía de hecho un control sobre la economía argentina similar al que tenía sobre sus propias colonias, sin que esta situación le demandara costos financieros, civiles y militares. La falta de una flota mercante argentina dio a Gran Bretaña el control del comercio marítimo. El testimonio de Forbes debe ser apreciado desde la perspectiva de la rivalidad que de ese momento enfrentaba los intereses comerciales norteamericanos y británicos, derivando en una natural parcialidad y "celos e incluso antipatía" hacia los ingleses en el Río de la Plata.

### Ruptura de las relaciones
En 1829 la goleta estadounidense Harriet fue advertida sobre las normas que regulaban la pesca en las islas, sin embargo esta misma goleta volvió a las islas y fue capturada por Brisbane. Lo mismo ocurrió con los barcos pesqueros Superior y Breakwater, este último logró escapar y dar aviso en Estados Unidos de lo acontecido en las islas.
El 31 de diciembre de 1831 hubo un bombardeo y desembarco en las Islas Malvinas (por ese tiempo controladas por la Confederación Argentina) de parte de Estados Unidos, comandado por Silas Duncan, conocido como el ataque del USS Lexington a Puerto Soledad. Esto significó que Argentina y Estados Unidos corten relaciones diplomáticas por un momento, Estados Unidos se inclinaba más por Reino Unido sobre la cuestión de Malvinas por aquel entonces, cosa con la que Argentina sentía que era una traición hacia la Doctrina Monroe dicha y hecha por Estados Unidos. Este mismo ataque terminó con culminar en la ocupación británica de las Islas Malvinas en 1833.
En 1843 ambas naciones restablecieron formalmente las relaciones bilaterales.
El año siguiente al restablecimiento de las relaciones hubo una injustificada agresión por parte de la flota de los Estados Unidos (al mando de Philip Falkerson Voorhees) en el Río de la Plata a la escuadra argentina que bloqueaba el puerto de Montevideo en 1844. Conocido como el incidente del USS Congress. Finalmente Voorhees sería enjuiciado por piratería y habría un saludo de 8 cañonazos a la bandera argentina. 

### Desde 1848 a 1914
Estados Unidos nunca se involucró formalmente en la Guerra Grande, ni en las guerras civiles argentinas. Sin embargo se deseaba la estabilidad en la región para un comercio más estable y proteger las inversiones estadounidenses.[cita requerida]
Argentina se integró en la economía internacional británica a finales del siglo XIX; había un comercio mínimo con los Estados Unidos. Cuando los Estados Unidos empezaron a promover la Organización de Estados Americanos, algunos argentinos sospechaban que era realmente un dispositivo para atraer al país a la órbita económica de Estados Unidos, pero la mayoría de los empresarios respondieron favorablemente y el comercio bilateral creció rápidamente.[cita requerida]

### Guerras Mundiales

#### Primera Guerra Mundial

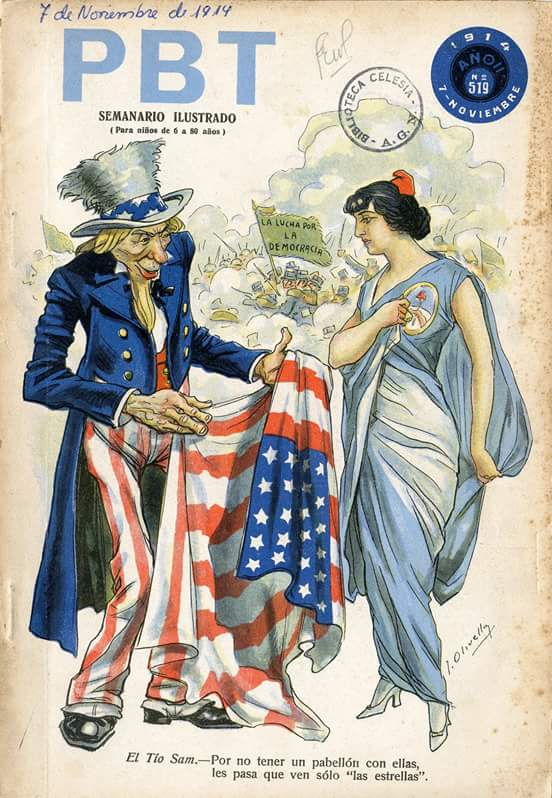
Portada de la revista PBT n° 519 sobre las relaciones entre Estados Unidos y Argentina en 1914, con el Tío Sam y la Libertad de Oudiné.

Las relaciones se agudizaron y se pusieron a prueba cuando la Argentina se negó a unirse a los Aliados en la Primera Guerra Mundial y dicho país se declaró neutral. Argentina tenía un gran elemento alemán, inmigrantes alemanes y Alemania había hecho inversiones a gran escala. Sin embargo, como un neutral próspero amplió enormemente el comercio con los Estados Unidos durante la guerra y exportó la carne y la lana a los aliados a través de Gran Bretaña. La política exterior estadounidense trabajó para unir a toda América Latina en una coalición contra Alemania. Argentina resultó recalcitrante, y Estados Unidos trabajó para socavar al gobierno argentino, el lobby de Estados Unidos promovió el aislamiento económico y diplomático de la Argentina e intentar, sin éxito, mantenerlo fuera de las Naciones Unidas en 1945. Algunos historiadores, ahora, coinciden en que la supuesta afinidad entre Alemania y Argentina en la Primera Guerra Mundial fue «exagerada». manteniendo las relaciones amargas con los Estados Unidos.

#### Segunda Guerra Mundial
En enero de 1942, el gobierno argentino de Ramón Castillo votó en contra de los Estados Unidos cuando el secretario de Estado Cordell Hull reclamó la solidaridad hemisférica en la conferencia de Río de Janeiro.
Al igual que en la Gran Guerra el gobierno argentino permaneció neutral hasta las últimas semanas de la Segunda Guerra Mundial, habías varias hipótesis dentro del gobierno estadounidense sobre la verdadera postura argentina en la Segunda Guerra Mundial. Ya que había varios sectores pro-alemanes dentro del gobierno argentino. En 1943 con el cambio de autoridades (debido al golpe de Estado de 1943) siguió permaneciendo neutral pero rompió relaciones con las Potencias del Eje el 26 de enero de 1944. El 27 de marzo de 1945, el gobierno argentino por presión los Aliados, el presidente Edelmiro Julián Farrell le declaró la guerra a Alemania y Japón, mediante el decreto n.º 6945/45 que mencionaba en su artículo 2.º: «Declárase el estado de guerra entre la República Argentina y el Imperio del Japón por la otra», y  en el artículo 3.º se le declaraba la guerra a Alemania por carácter transitivo: «Declárase igualmente el estado de guerra entre la República Argentina y Alemania, atento al carácter de esta última aliada del Japón». El nuevo gobierno argentino tomó medidas tendientes a mejorar su imagen: cese total del intercambio comercial con los países del Eje, cierre de publicaciones pronazis, intervención de empresas alemanas, arresto de un número importante de espías nazis o sospechosos de serlo. Durante esos años las relaciones con los Estados Unidos fueron muy tensas. El embajador Braden denunciaría que las elecciones argentinas.

### En la Guerra Fría

#### Desde 1960 a 1980

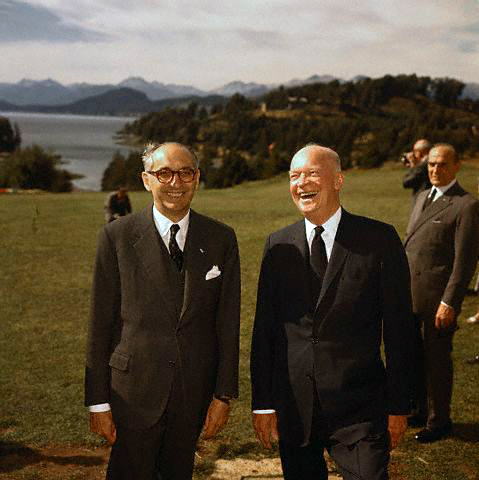
Presidente argentino Arturo Frondizi y presidente estadounidense Dwight D. Eisenhower en Bariloche, 1959.

En 1976, grupos de derechos humanos en Estados Unidos denunciaban la «Guerra Sucia» contra los disidentes izquierdistas por el régimen militar represivo en Argentina. Exigieron que el Congreso controlara la financiación de la ayuda externa a los regímenes que violan los derechos humanos. El Departamento de Estado de Estados Unidos vio a la Argentina como un baluarte del anticomunismo en América del Sur ya principios de abril de 1976, el Congreso de Estados Unidos aprobó una solicitud de la Administración Ford, escrita y apoyada por Henry Kissinger, para conceder $ 50,000,000 en asistencia de seguridad a la junta militar. En 1977 y 1978 los Estados Unidos vendieron más de $ 120.000.000 en repuestos militares a Argentina, y en 1977 el Departamento de Defensa de los Estados Unidos recibió $ 700,000 para entrenar a 217 oficiales militares argentinos. A mediados de la década de 1970, en un momento en que la distensión con la URSS suavizó la cuestión anticomunista y el presidente Jimmy Carter resaltó cuestiones de derechos humanos, los activistas estadounidenses intensificaron sus ataques y en 1978 obtuvieron un Corte del Congreso de todas las transferencias de armas a la Argentina. Argentina se volvió en gran parte a Israel para vender armas.
El golpe fue previsto por la inteligencia estadounidense y anticipado por William P. Rogers al Secretario de Estado de Estados Unidos, Henry Kissinger, en su reunión semanal el día 24 de marzo de 1976 expresó su apoyo expresando el interés de Estados Unidos en el golpe, y su deseo de alentarlos y no hostigarlos, a pesar de las advertencias de William P. Rogers acerca de un probable «baño de sangre» y las matanzas o secuestros no solo a guerrilleros izquierdistas sino a disidentes en sindicatos y partidos políticos.

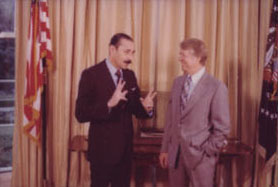
el presidente argentino de facto Jorge Rafael Videla y el presidente estadounidense Jimmy Carter en 1977

Las relaciones entre Estados Unidos y Argentina mejoraron dramáticamente bajo la administración de Ronald Reagan, que afirmó que la anterior administración de Carter había debilitado las relaciones diplomáticas de Estados Unidos con los aliados de la Guerra Fría en la Argentina e invirtió la condena oficial de la administración anterior a los derechos humanos de la junta Prácticas. El restablecimiento de las relaciones diplomáticas permitió la colaboración de la Agencia Central de Inteligencia (CIA) con el servicio de inteligencia argentino para armar y entrenar a los Contras contra el gobierno sandinista. Por ejemplo, el Batallón de Inteligencia 601 entrenó a Contras en la base Lepaterique, en Honduras. Argentina también proporcionó asesores de seguridad, entrenamiento de inteligencia y algún apoyo material a las fuerzas en Guatemala, El Salvador y Honduras para suprimir a grupos rebeldes locales como parte de un programa patrocinado por Estados Unidos llamado Operación Charly.

#### Guerra de las Malvinas
La cooperación militar argentina y de inteligencia con la administración Reagan terminó en 1982, cuando Argentina tomó la colonia británica de las Islas Malvinas (e iniciando la guerra de las Malvinas) en un intento de sofocar el malestar doméstico y económico que había en la Nación Argentina. Reagan había hablado telefónicamente con Galtieri el 1 de abril para convencerlo de detener cualquier tipo de invasión. Galtieri declaró que los hechos ya estaban disparados. Ante esta terminante posición, Reagan solo preguntó por los habitantes de las islas a lo que el dictador argentino respondió que los malvinenses eran libres de quedarse o irse viviendo como argentinos o británicos. Luego de la llamada Reagan envió un mensaje a Thatcher afirmando su compromiso y apoyándola en el conflicto.
El accionar argentino fue condenado por los Estados Unidos en la Resolución 502 de la ONU, que apoyaron formalmente al gobierno británico (brindándole armas como el suministro de potentes misiles Sidewinder, para contrarrestar a los misiles Exocets e información satelital lo que le daba una ventaja estratégica al Reino Unido) en su búsqueda para recuperar el control sobre las islas y enunció sanciones económicas en contra de Argentina. Esta falta de «panamericanismo» se convirtió en que la mayoría de la opinión pública argentina estuviera en contra de los Estados Unidos, y sigue siendo la base de resentimiento en la mente de algunos argentinos hoy en día.[cita requerida]
El gobierno estadounidense envió el 8 de abril al secretario de estado Alexander Haig (que recién se reunirían con el presidente argentino el 10 de abril, acompañado con Vernon Walters) para advertirle a Galtieri sobre que probablemente habría guerra y las fuerzas británicas ganarían por superioridad. El 15 de abril Reagan y Galtieri volvieron a tener otra llamada telefónica sobre que una guerra en el hemisferio occidental entre dos países «amigos» de Estados Unidos perjudicaría a ambos países en pugna y solo beneficiaría a la Unión Soviética. Reagan le prometió a Galtieri neutralidad sobre el conflicto.
El 30 de abril Estados Unidos clarificó su posición. Haig anunció que las negociaciones no habían logrado una solución, al tiempo que el gobierno argentino había rechazado la última propuesta estadounidense. También informó la suspensión de asistencia militar a Argentina y medidas económicas punitivas así como que su país satisfaría los requerimientos de armamento de Reino Unido. Ronald Reagan por su parte tachó a Argentina como «país agresor»
Sin embargo, luego del fin de la guerra, se aprobó la Resolución 37/9 de la Asamblea General de las Naciones Unidas el 4 de noviembre de 1982, que reconocía que la guerra de las Malvinas –finalizada unos meses antes– no alteró la vigencia ni la naturaleza de la disputa de soberanía de las islas entre Argentina y el Reino Unido con 90 votos a favor (1 de ellos de Estados Unidos) y 12 en contra (1 de ellos de Reino Unido). El periódico Washington Post, luego de la firma de la resolución, publicó una entrevista a Margaret Thatcher donde manifestaba su «decepción» y sorpresa por el voto estadounidense a favor de la Argentina. El ministro de Relaciones Exteriores británico, Francis Pym, citó al embajador estadounidense en Londres y le transmitió el «disgusto» de su gobierno. El embajador británico ante las Naciones Unidas, Sir John Thomson, calificó a la resolución de «inoportuna y desconsiderada»

## Años 2000 al presente

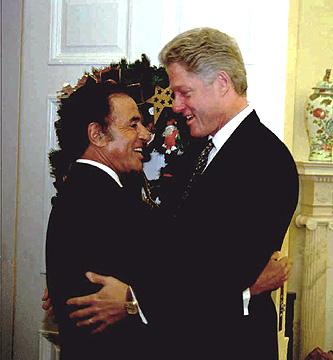
Menem y Clinton en el Salón Oval

Los Estados Unidos tienen una relación bilateral con la Argentina basada en muchos intereses estratégicos comunes, como la no proliferación, la guerra contra el narcotráfico, la lucha contra el tráfico de seres humanos. Argentina firmó una Carta de Acuerdo con el Departamento de Estado de los Estados Unidos en 2004, abriendo el camino para una cooperación mejorada con los Estados Unidos en asuntos de lucha contra el narcotráfico y permitiendo al Gobierno de Estados Unidos comenzar a proporcionar asistencia financiera al Gobierno de Argentina por sus esfuerzos contra el narcotráfico. En reconocimiento a sus contribuciones a la seguridad internacional y al mantenimiento de la paz, los Estados Unidos  designó a la Argentina como un aliado importante no perteneciente a la OTAN en enero de 1998. Durante la presidencia de Carlos Menem, el gobierno argentino participó en conflictos armados junto a Estados Unidos, como en la guerra del Golfo (Operativo Alfil) o en la Operación Uphold Democracy (Operativo Talos).
La Oficina del Secretario de Defensa y el Ministerio de Defensa de la República Argentina celebran una reunión anual del Grupo de Trabajo Bilateral, alternando entre Buenos Aires y Washington D. C. Además, ambas naciones intercambian información a través de conversaciones anuales de personal, (Argentina, Brasil, Paraguay y Estados Unidos), que se centra en la coordinación de las políticas antiterroristas en la región trifronteriza. Argentina ha respaldado la Iniciativa de Seguridad contra la Proliferación y ha implementado la Iniciativa de Seguridad de Contenedores y la Unidad de Transparencia Comercial, ambos programas administrados por los Estados Unidos. Inmigración y Aduanas. La Iniciativa de Seguridad de Contenedores prevé el escaneo selectivo de contenedores de contenedores para identificar componentes de armas de destrucción masiva y la Unidad de Transparencia Comercial trabaja conjuntamente con la Aduana Argentina para identificar el lavado de dinero. El Grupo de Acción Financiera sobre Lavado de Activos puso de relieve la legislación argentina aprobada durante el año 2013 que emitía nuevas regulaciones que reforzaban los requisitos de notificación de transacciones sospechosas. En la actualidad, los Estados Unidos tienen una posición de neutralidad sobre la cuestión de la soberanía de las Islas Malvinas. Mientras que los Estados Unidos reconocen el control de facto de las Malvinas por el Reino Unido, no tiene posición sobre la cual reivindicación sobre las islas sería correcta.

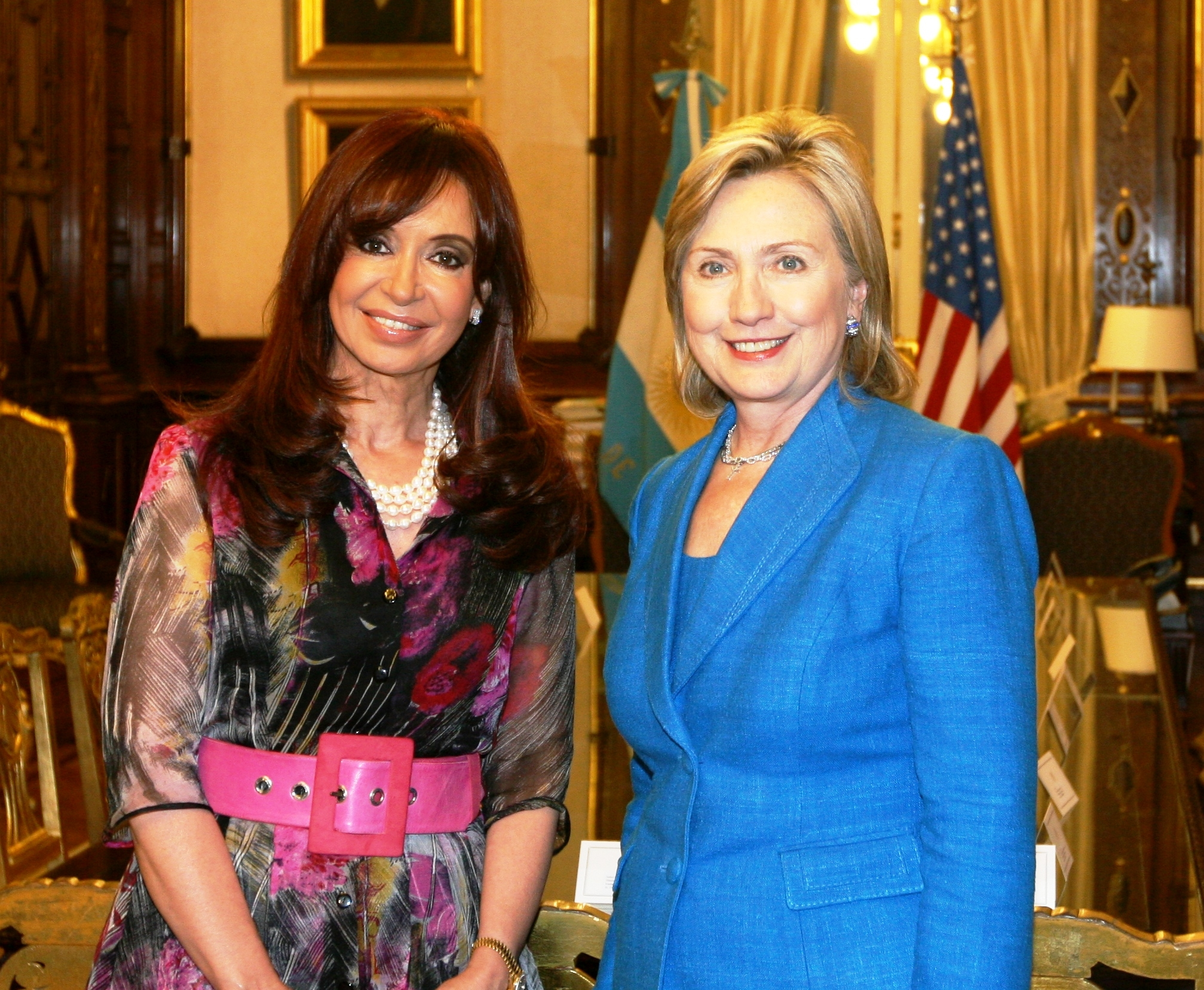
Hillary Clinton con Cristina Fernández de Kirchner en 2010

El 1 de marzo de 2010, la secretaria de Estado de los Estados Unidos, Hilary Clinton, realizó una visita a la Argentina donde se entrevistó con la presidenta Cristina Fernández, para luego dar ambas una conferencia de prensa. Ambos países ajustaron coincidencias orientadas a temas como la ayuda humanitaria ante el terremoto de Haití de 2010, la lucha contra el terrorismo internacional, las políticas de estímulo frente a la crisis económica mundial de 2008-2010 y los programas de seguridad nuclear. Un hecho destacado de la reunión fue el pedido de mediación a Hillary Clinton por parte de Cristina Fernández, y la manifestación de aquella de estar dispuesta a hacer lo que sea necesario para que Argentina y Gran Bretaña se sienten a negociar. En la reunión también se plantearon las diferencias frente a la posición de ambos países ante la situación en Honduras. En la conferencia de prensa, Hillary Clinton felicitó al gobierno argentino por su política de desendeudamiento y el bajo nivel de deuda externa alcanzado. En 2011 Obama respondió a fin de ese año que se han acercando aún más los vínculos entre ambos países." En noviembre de 2015, el entonces embajador, Noah Mamet, había decidido un operativo especial de doble turno para reducir los tiempos de espera para el otorgamiento del documento de la VISA a ciudadanos argentinos. En 2025 en su despedida del país el embajador Marc Stanley al opinar sobre la situación política argentina declaró que

Cristina Kirchner pasará a la historia como una de las mujeres más influyentes en la historia de América Latina. No muchas mujeres en América Latina han tenido este tipo de influencia. También estoy agradecido de que se reunió conmigo, tuvimos reuniones muy respetuosas. No estuvimos de acuerdo en muchas cosas, pero nuestras diferencias fueron respetuosas y lógicas, y realmente disfruté eso. Disfruté tener la capacidad de hablar con alguien donde pudiéramos tener un desacuerdo o un acuerdo civilizado. Estuvimos de acuerdo en muchas cosas y no estuvimos de acuerdo en muchas otras, pero podíamos tener una discusión civilizada. Y fue respetuosa, y eso lo disfrute
Marc Stanley

Ese mismo año Estados Unidos prohibió la entrada al país a Cristina Kirchner.
En 2015 hubo una clara orientación hacia el alineamiento con Estados Unidos y organismos supranacionales como la OMC, en detrimento de alianzas regionales como la UNASUR.
La política exterior enfocada casi exclusivamente en el mercado norteamericano ha sido calificada como «exitosa "en el juego corto"» por el ex vicecanciller Andrés Cisneros (1992-1996), quien señaló que «Hay un riesgo: el de hipotecar toda la política exterior en nombre de una facturación hipotéticamente un poco mayor. Parecemos demasiado enfocados en el mercado norteamericano».

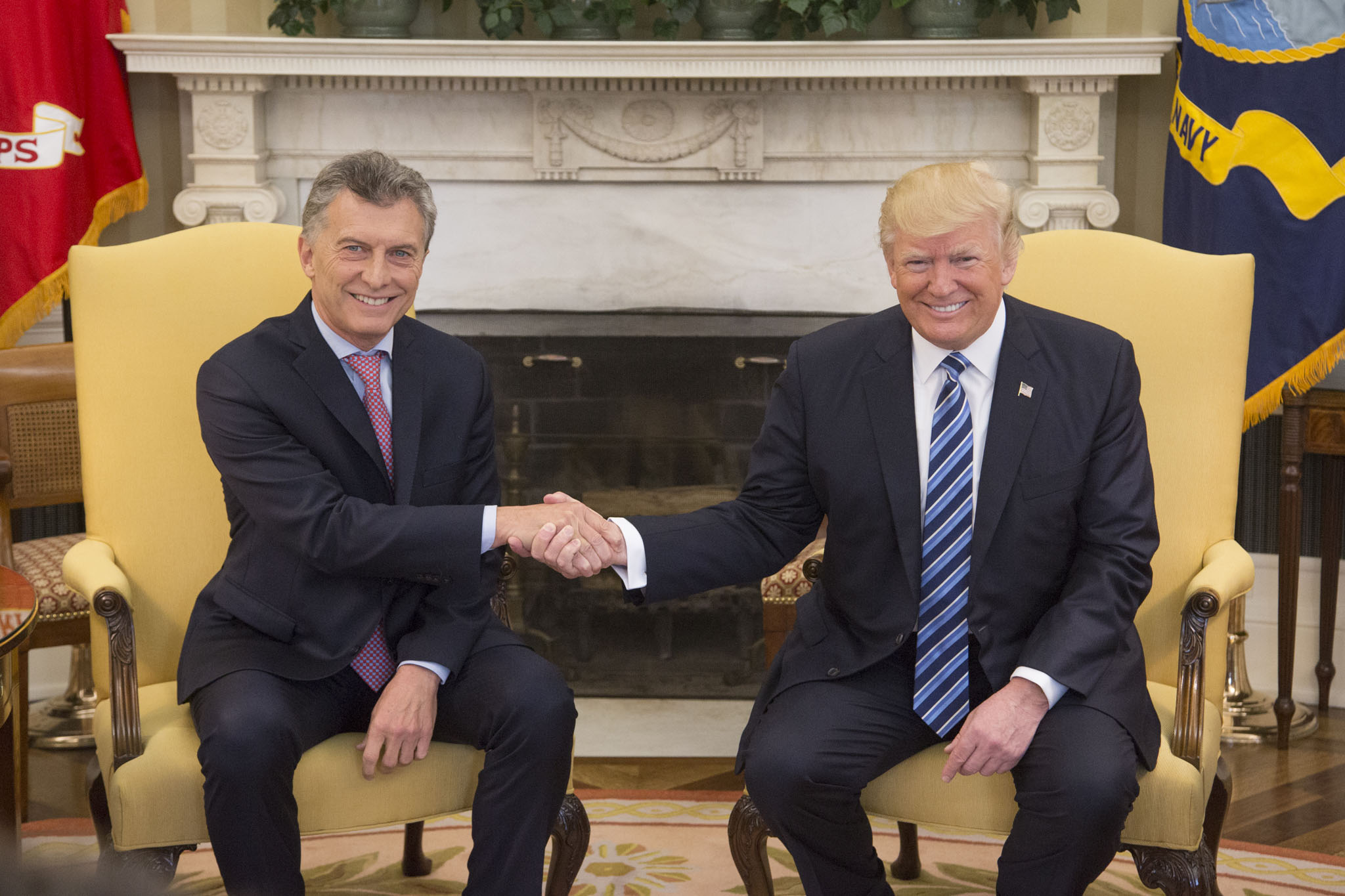
Mauricio Macri, entonces presidente argentino, junto a Donald Trump, actual presidente de los Estados Unidos.

Durante sus primeros meses de mandato produjo un giro de la política exterior caracterizado por el acercamiento a Estados Unidos. Pese a ello se desató un conflicto con la importación de limones a principio de 2017 y más tarde EE. UU. anunciaba la aplicación de un arancel del 57% a la importación del biodiésel argentino, el producto más exportado de Argentina hacia EE. UU. Posteriormente lo elevó nuevamente hasta el 72%. El biodiésel era, hasta ese momento, el principal producto de exportación a los Estados Unidos, con 1,5 millón de toneladas, y una ganancia de 1.140 millones de dólares en 2016. Paralelamente EE. UU. eliminó facilidades que beneficiaban a los argentinos y limitó el ingreso de profesionales, endureciendo los requisitos para el otorgamiento de la Visa estadounidense para ciudadanos argentinos.

### Comercio e inversión
En 1854, Argentina y Estados unidos firmaron un tratado de Amistad, comercio y navegación, estableciendo reciprocidad y derechos de comerciantes de un país mientras transitan y comercian en el territorio del otro.
En 1950 Argentina y Estados unidos firmaron un tratado para evitar la doble imposición sobre actividades derivadas de comercio en barcos y aviones.
En 1981 Estados Unidos aprobó un convenio de impuestos para evitar la doble imposición entre Argentina y Estados Unidos. Sin embargo este tratado solo se firmó, pero no se ratificó.
La cooperación entre Estados Unidos y Argentina también incluye iniciativas de ciencia y tecnología en los campos del espacio, los usos pacíficos de la energía nuclear y el medio ambiente. En junio de 2007, los Estados Unidos y la Argentina modernizaron un acuerdo bilateral de aviación civil para actualizar las salvaguardias de seguridad y permitir un aumento significativo de las frecuencias de vuelo entre los dos países, que tienen un excelente potencial para aumentar el turismo y los viajes de negocios. Un medio de comunicación activo, junto con un amplio interés por la cultura y la sociedad de los Estados Unidos, hacen de Argentina un ambiente receptivo para la información y el intercambio cultural de la Embajada de los Estados Unidos. El Programa de Becas Fulbright ha más que triplicado el número anual de becarios académicos de los Estados Unidos y Argentina desde 1994, y la Embajada de los Estados Unidos está trabajando activamente para aumentar otros intercambios educativos.
El stock de inversión estadounidense en Argentina alcanzó los 13.300 millones de dólares en 2011, el 14% de toda la inversión extranjera directa en la Argentina en ese momento y solo después de España. La inversión estadounidense en Argentina se concentra en los sectores de energía, manufactura, tecnología de la información y financieros. Las firmas radicadas en Estados Unidos comprendían cerca de 1/3 de las 100 compañías más respetadas en Argentina, publicadas anualmente por el diario más grande de Argentina, Clarín.
Estados Unidos es el cuarto mercado de exportación de Argentina (principalmente alimentos básicos, acero y vino) y la tercera fuente de importaciones (principalmente suministros industriales como productos químicos y maquinaria). La propia Argentina es un socio comercial relativamente menor para los Estados Unidos, sus importaciones procedentes de los Estados Unidos de 9.900 millones de dólares representan el 0,7% del total de las exportaciones estadounidenses y sus exportaciones a Estados Unidos de solo 4.500 millones de dólares EE. UU. Argentina, sin embargo, es una de las pocas naciones con las que los Estados Unidos rutinariamente mantiene importantes superávits comerciales de mercancías, y el superávit de 5,400 millones de dólares con la Argentina en 2011 fue el décimo más grande para los Estados Unidos en el mundo. Los Estados Unidos obtuvieron un excedente adicional de 4.100 millones de dólares en el comercio de servicios con Argentina en 2011. Un récord de 690.000 ciudadanos argentinos visitó Estados Unidos en 2013, convirtiendo a Argentina en la decimoquinta mayor fuente de turismo extranjero en los Estados Unidos.

### Opinión pública
Los sondeos mundiales de opinión realizados en 2006 y 2007 muestran que la opinión pública argentina se había convertido en una de las antiestadounidenses y una de las más escépticas de Estados Unidos. Política exterior en ese momento. La opinión pública argentina de los Estados Unidos y sus políticas mejoradas durante la administración Obama, en 2010 se dividió de manera equitativa (42% a 41%) entre quienes lo aprueban o desaprueban. La opinión pública argentina de los Estados Unidos se mantuvo en el 41%, pero se redujo ligeramente al 36% a partir de 2014. A partir de 2015, las opiniones argentinas sobre Estados Unidos están divididas en partes iguales; el 43% de los argentinos tienen una opinión favorable de los Estados Unidos Y el 43% tenía una visión desfavorable.
Según el Informe de Liderazgo Global de Estados Unidos de 2012, solo el 19% de los argentinos aprueban la política exterior estadounidense, la calificación más baja para cualquier país encuestado en América.

## Embajada de los Estados Unidos
La Misión de los Estados Unidos en Buenos Aires desempeña la función diplomática tradicional de representar al Gobierno y al pueblo de los Estados Unidos en conversaciones con el Gobierno argentino y, más generalmente, en las relaciones con el pueblo argentino. Los funcionarios políticos, económicos y científicos se ocupan directamente del Gobierno argentino para promover los intereses de los Estados Unidos, pero también están disponibles para informar a los ciudadanos de los Estados Unidos sobre las condiciones generales en el país. Oficiales del Servicio Exterior de EE. UU., El Servicio Comercial Extranjero y El Servicio Agrícola Extranjero trabajan en estrecha colaboración con cientos de empresas estadounidenses que hacen negocios en Argentina, proporcionando información sobre las regulaciones del comercio y la industria argentina y ayudando a empresas estadounidenses que inician o mantienen negocios en Argentina.

### Sección Consular
La sección consular de la embajada supervisa el bienestar y el paradero de más de 20.000 ciudadanos estadounidenses residentes en la Argentina y más de 250.000 turistas estadounidenses cada año. El personal consular también proporciona pasaporte de ciudadanos de los Estados Unidos, votación, notario, Seguridad Social (Estados Unidos) y otros servicios. Con el fin de la participación argentina en el Programa de Exención de Visa (Visa Waiver Program) en febrero de 2002, los turistas argentinos, los estudiantes y aquellos que buscan trabajar en los Estados Unidos deben tener visas de no inmigrante. La Sección Consular tramita solicitudes de visa de no inmigrante para personas que desean visitar los Estados Unidos para turismo, estudios, trabajo temporal u otros fines, y visas de inmigrante para personas que califican para hacer de Estados Unidos un hogar permanente.

## Oficiales de la Embajada de los Estados Unidos
- Noah Mamet, designado por el presidente Barack Obama, se retiró de su cargo con motivo de la asunción del presidente Donald Trump, en enero de 2017; fue sucedido por Edward Prado, que presentó sus cartas credenciales el 17 de mayo de 2018, designado por aquel último presidente.[51][52]

- Marc Stanley, designado por el presidente Joe Biden[53]

## Embajador de Argentina ante los Estados Unidos
- Jorge Argüello, quien presentó sus credenciales al Presidente Donald Trump el 9 de enero de 2020.

## Misiones diplomáticas
| De Argentina - Washington D. C. (Embajada) - Atlanta (Consulado-General) - Chicago (Consulado-General) - Houston (Consulado-General) - Los Ángeles (Consulado-General) - Miami (Consulado-General) - Nueva York (Consulado-General) | De Estados Unidos - Buenos Aires (Embajada) |

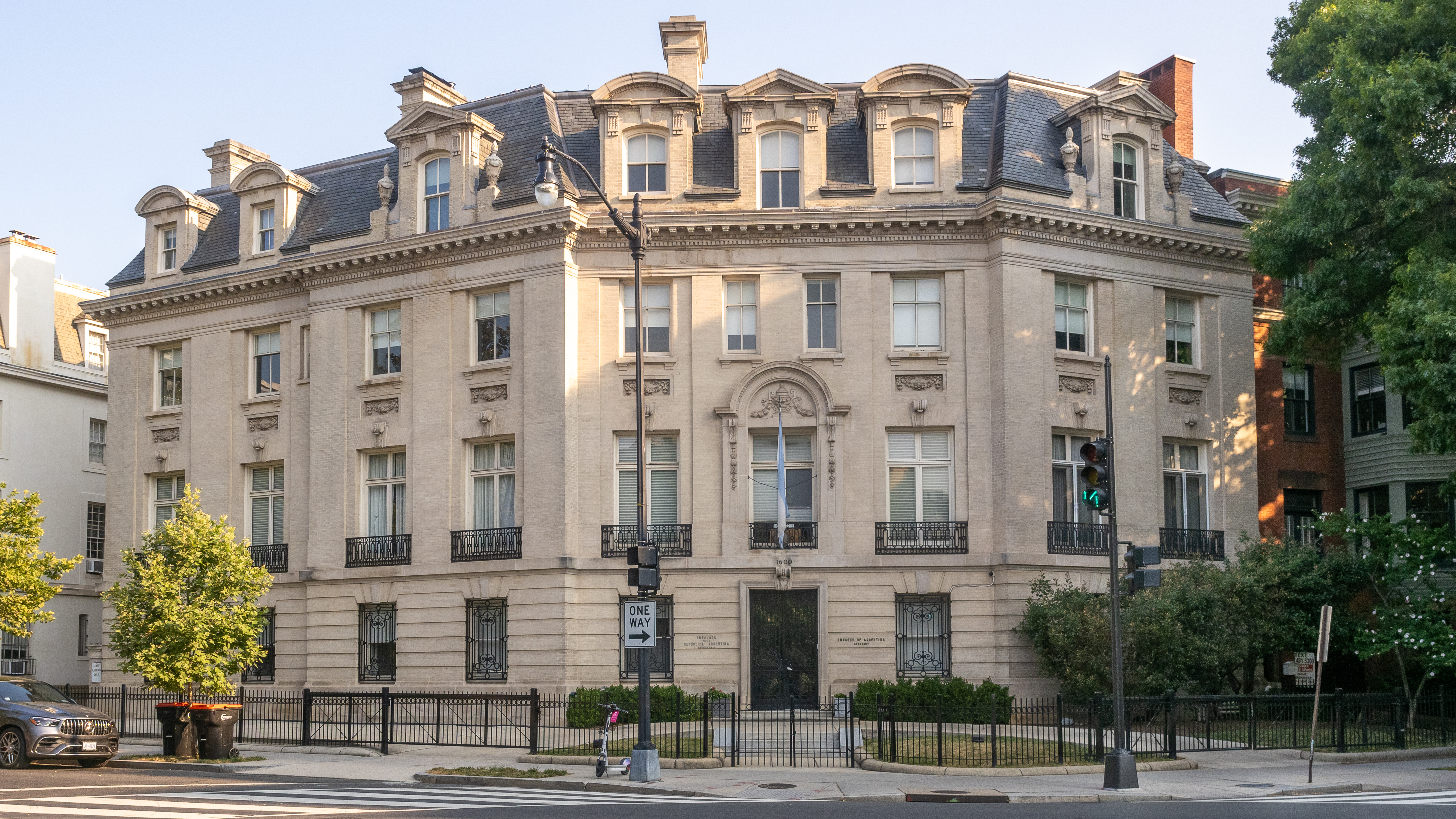
Embajada Argentina en Washington, D.C.
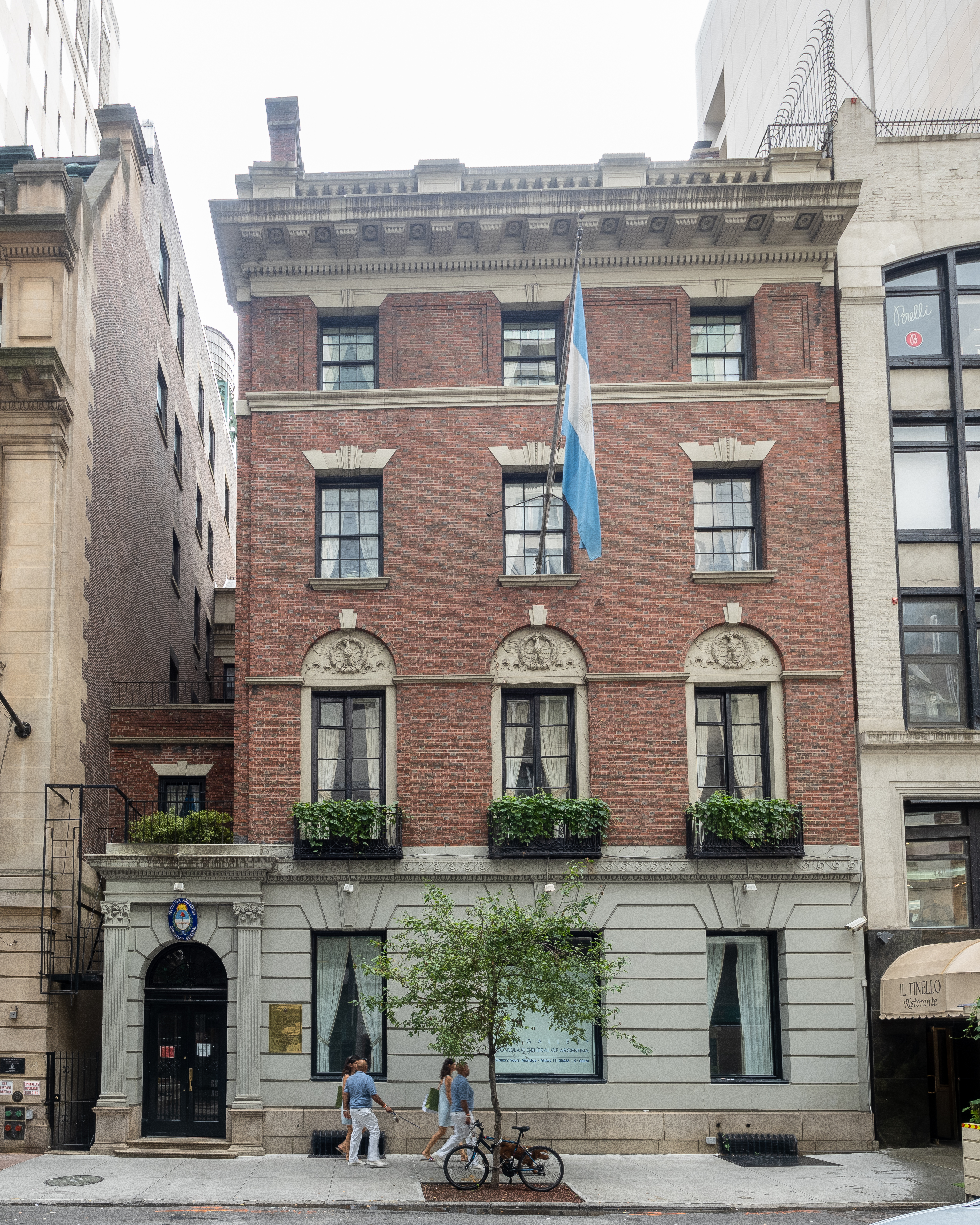
Consulado-General de Argentina en Nueva York
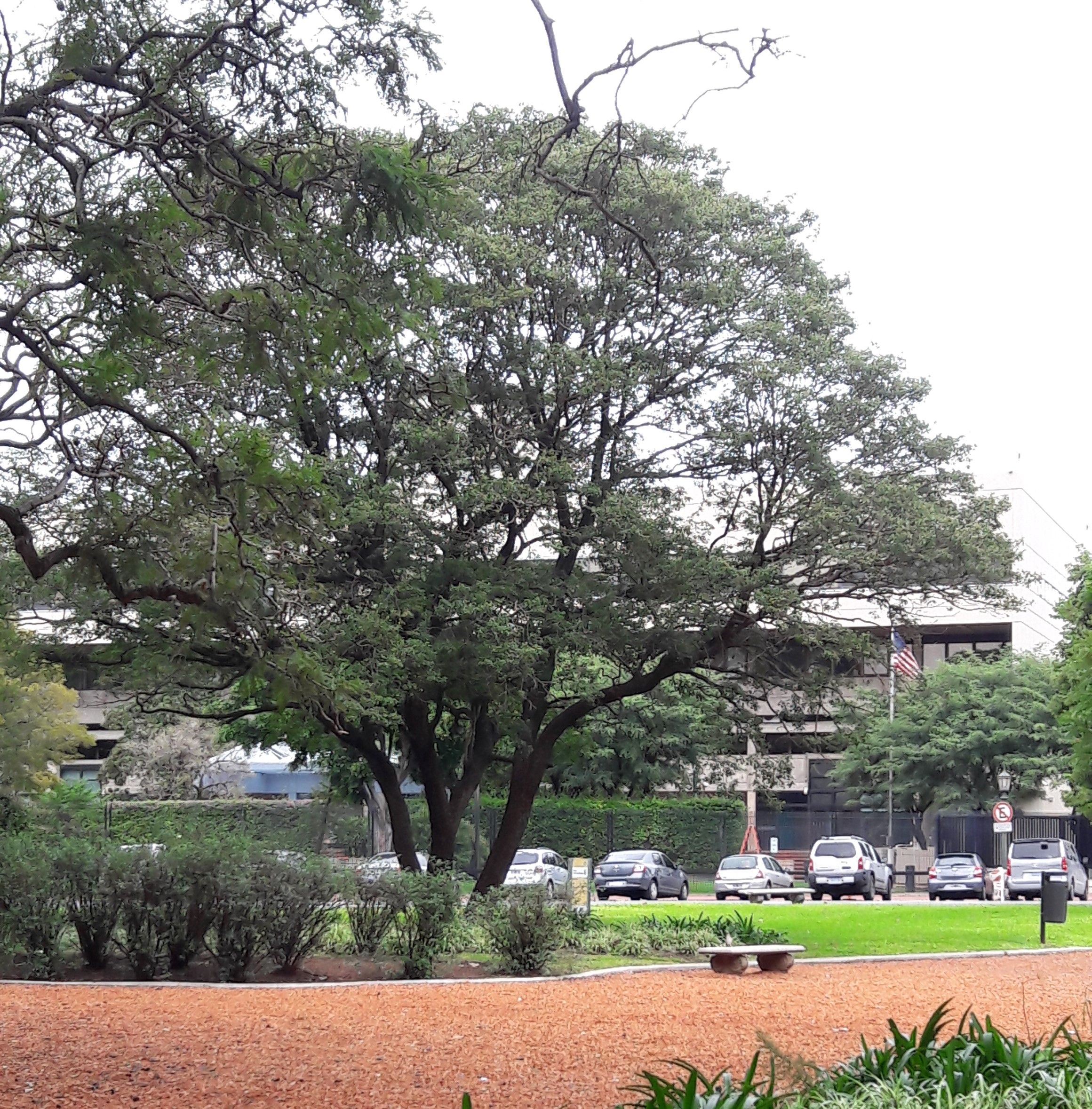
Embajada de los Estados Unidos en Buenos Aires

## Lecturas externas
- Bemis, Samuel Flagg. "Early Diplomatic Missions from Buenos Aires to the United States 1811-1824," Proceedings of the American Antiquarian Society (1939) 49 (1). pp 11–101.
- Russell, Roberto. "Argentina and the United States: a distant relationship," in Jorge I. Domínguez, Rafael Fernández de Castro, eds, Contemporary U.S.-Latin American Relations (2011) pp 101–23. online
- Tulchin, Joseph S. Argentina and the United States: A Conflicted Relationship (1990)